# Rabbi
A judaizmusban a rabbi jelentése: vallási tanító. A rabbi nem pap, hanem a vallás hivatásos tanítója. 
A rabbi egy tudományos cím a judaizmusban, amely a Tóra és a Talmud értelmezésében szerzett képesítéseket jelöli. A zsidó hitoktatás képesítésének megszerzése után adják; jogot ad arra, hogy egy  vallási gyülekezetet vagy közösséget vezessenek, a jesivában tanítsanak. 
A reform- és konzervatív judaizmusban egy nő is lehet rabbi.

## Etimológia
A szó a héber rav (héberül: רַב) gyökből származik, amely a bibliai héber nyelvben a „nagy”, „kimagasló tudású”  jelentésekkel bír.

## Névváltozatok
A szefárd és a jemeni zsidók ezt a szót ribbīként (héberül: רִבִּי) ejtik; a modern izraeli (ivrit) kiejtése: rabbī (héberül: רַבִּי ), ami egy 18. századi askenázi imakönyvben bevezetett újításból ered, bár ez a kiejtés néhány korai forrásban is előfordul. Egyéb kiejtésváltozatai még: rəvī, rubbī, a jiddisben: rebbə.

## Történet
A vallás papjai eredetileg a léviták törzsén belül a kohaniták voltak, feladatuk a pusztai vándorlás során felállított szentélyben, illetve a jeruzsálemi első és második templomban volt, ők végezték a szertartásokat. A szentély pusztulásával és a rabbinikus judaizmus felemelkedésével az ő szerepük eljelentéktelenedett. Azonban a mai napig is számon tartják őket, Tóra-olvasáshoz először egy kohént, majd egy levitát hívnak fel.
A késő ókorban, az 1. és 5. század között a "rabbi" címet Izrael földjének azon bölcsei kapták, akik hivatalos felszentelésben (סמיכה לרבנות semicha) részesültek.

## Címek
A főrabbi nevét gyakran az ABD követi, mely az Av Beth Din héber betűk megfelelője.
A héber nyelvben a rav רב szó jelöli a rabbit. Régi hagyomány, hogy a nagy tekintély kifejezéseként bizonyos nagy rabbikat egyszerűen csak a rav néven illetnek.